# Пестковський Станіслав Станіславович
Станіслав Станіславович Пестковський (пол. Stanisław Pestkowski; 3 грудня 1882 — 15 листопада 1937) — польський і російський революціонер, комісар у справах Державного банку, перший нарком пошти й телеграфу, діяч Профінтерну й Комінтерну, 1-й голова Революційного комітету з управління Киргизьким (Казахським) краєм.

## Життєпис
Народився 1882 року в польському селі Келчиґлув (Каліська губернія) у шляхетній родині. 1901 року, будучи учнем гімназії, вступив до лав Союзу польської соціалістичної молоді. Наступного року приєднався до СДКПіЛ та під час Першої російської революції став членом її правління (1905-1906).
1906 року був заарештований та засуджений до чотирьох років каторги, після чого був засланий на довічне поселення до Іркутської губернії. 1912 року втік за кордон, де у Кракові познайомився з Леніним. Перед початком Першої світової війни переїхав до Бельгії, потім — до Голландії й Англії. Там він став членом Лондонської більшовицької секції та Британської соціалістичної партії.
1917 року повернувся до Росії, де взяв участь у Жовтневому перевороті. 24 жовтня (6 листопада) 1917 року за призначенням Військово-революційного комітету Петроради став комісаром головного телеграфу. 11 (24) листопада того ж року за рекомендацією В'ячеслава Менжинського Ленін призначив Пестковського комісаром у справах Державного банку на правах керуючого. У той період більшовики шляхом перемовин намагались подолати саботаж вищих банківських чиновників й отримати кошти для потреб Раднаркому. Оскільки ті спроби не давали бажаного результату, Пестковський запропонував оформити позику в 5 мільйонів карбованців у знайомого польського банкіра. Ленін до такої пропозиції поставився скептично, й того ж року Пестковський був усунутий від посади.
Від 1917 до 1919 року був заступником наркома в колегії Наркомату у справах національностей. Був відряджений уповноваженим РНК на Західний фронт, де брав участь у створенні Литовсько-Білоруської республіки.
У 1919—1920 роках займав пост у Киргизькому ревкомі, був членом обласного бюро РКП(б) Киргизького краю. Від 1920 до 1921 року, під час польсько-радянської війни, обіймав посаду начальника політичного управління Західного фронту. Від 1922 року перебував на партійній роботі. У 1924—1926 роках був першим повноважним представником СРСР у Мексиці. Після цього обіймав посаду заступника голови й секретаря ЦК Міжнародної організації допомоги борцям революції. Потім працював в апараті Комінтерну й на науковій роботі. Був делегатом 8-го та 9-го з'їздів партії.
1937 року був заарештований та розстріляний. 1955 року реабілітований посмертно.